# Jozefmaria Escrivá

Wapen van Josemaría Escrivá

Josemaría Escrivá de Balaguer y Albás, geboren als Jose María Escribá Albás, (Barbastro, 9 januari 1902 - Rome, 26 juni 1975) was een Spaanse katholieke priester die het Opus Dei heeft gesticht, een organisatie van leken en priesters gewijd aan het idee dat iedereen geroepen is tot heiligheid. Hij werd in 2002 heilig verklaard door Paus Johannes Paulus II, die meende dat Josemaría "gerekend moest worden tot de grote getuigen van het christendom." Escrivá behaalde een doctoraat in burgerlijk recht aan de Complutense-universiteit van Madrid en een doctoraat in theologie aan de Lateraanse Universiteit in Rome. Escrivá's bekendste publicatie is De Weg, die in 43 talen is vertaald en waarvan er miljoenen exemplaren zijn verkocht. 
Na zijn dood trok zijn heiligverklaring veel aandacht en controverse onder sommige katholieken en de wereldpers.
Kardinaal Albino Luciani (later Paus Johannes Paulus I), Paus Johannes Paulus II, Paus Benedictus XVI, Paus Franciscus, Óscar Romero en vele andere katholieke leiders hebben de leer van Escrivá onderschreven met betrekking tot de roeping tot heiligheid van alle christenen, de rol van de leken en de mogelijkheid tot het heiligen van het dagelijks werk. Volgens Allen wordt Escrivá onder katholieken "door sommigen verguisd en door miljoenen anderen vereerd".

## Jeugd
Escrivá werd op 9 januari 1902 geboren in Barbastro, een dorp in het noorden van Spanje. Hij was de tweede van zes kinderen uit een katholiek gezin. Zijn vader was als winkelier bezig met productie van textiel, maar dit leidde tot een faillissement. Een ander jeugdtrauma voor Escrivá was het vroegtijdig overlijden van zijn twee zussen.
Hij ging in oktober 1918 als niet-inwonende leerling naar het seminarie in Logroño. In september 1920 verhuisde hij naar het seminarie van Zaragoza. Tijdens Kerstmis 1922 ontving hij de vier lagere wijdingen, toen een stap richting de priesterwijding. Zijn oversten waardeerden hem en daarom werd hij benoemd tot Inspecteur van het Seminarie - belast met het handhaven van de discipline onder de seminaristen.
In 1923 begon hij op aanraden van zijn vader rechten te studeren aan de Universiteit van Zaragoza.
Zijn vader, José Escrivá, stierf in 1924 en Josemaría bleef achter als hoofd van de familie, waar zijn moeder, zus en broertje deel van uitmaakten. Hij werd op 28 maart 1925 tot priester gewijd en begon te werken in verschillende plattelandsparochies en later in Zaragoza, in de kerk van Sint Pedro Nolasco, die toen werd geleid door priesters van de Jezuïeten.
Aanvankelijk was zijn biechtvader een jezuïet.

## Stichting van het Opus Dei
In 1927 verhuisde Josemaría met toestemming van zijn bisschop naar Madrid om te beginnen aan zijn promotieonderzoek in de rechten. Daar werkte hij in een bijlesacademie, waar hij lessen gaf in Romeins recht en canoniek recht om zijn moeder, zus  en broertje te onderhouden. Hij oefende zijn priesterlijke ambt uit in de Patronato de Enfermos, een liefdadigheidsinstelling van de Damas Apostólicas del Sagrado Corazón de Jesús (Apostolische Dames van het Heilig Hart van Jezus). Hij wijdde als kapelaan van het Patronato in deze tijd veel tijd aan de zorg voor zieke en arme kinderen in de arme wijken van Madrid.
Op 2 oktober 1928 had hij volgens eigen zeggen een godsdienstige ervaring die verbonden is aan het ontstaan van het Opus Dei. Hij meende dat hij die dag zag dat God hem vroeg om het idee dat iedereen geroepen is tot heiligheid over de wereld te verspreiden. Vanaf die dag ontwikkelde hij de organisatie alleen, terwijl hij doorging met het pastoraat dat hem in die jaren was toevertrouwd. Hij begon contact te leggen met mensen uit verschillende beroepen, zoals kunstenaars, leraren, arbeiders, priesters, zakenmensen en vele anderen, terwijl hij zich toelegde op gebed en versterving voor deze nieuwe organisatie..
Volgens sommigen is het doel van het Opus Dei niet godsdienstig, maar eerder het vergaren van geld en macht. Het is in de jaren 90 door een Belgische parlementaire onderzoekscommissie toegevoegd aan een lijst met sekten. Deze lijst leidde tot felle maatschappelijke kritiek en bijna tot een regeringscrisis, omdat organisaties ten onrechte op deze lijst zouden zijn geplaatst. Een onderzoek van het Italiaanse parlement in 1986 leidde tot de conclusie dat het Opus Dei noch juridisch gezien noch in feite een sekte is.  Volgens de organisatie zelf is het doel 'het aanmoedigen van het zoeken naar heiligheid in het dagelijks leven'.
Opus Dei is wel eens vergeleken met de Scientologykerk.
In 1934 werd de eerste druk van "De Weg" gepubliceerd, (toen nog onder de titel "Consideraciones espirituales" – Geestelijke overwegingen). Andere boeken van hem zijn: "De heilige Rozenkrans", "Als Christus nu langs komt", "Vrienden van God", "De Kruisweg". "De Voor", "De Smidse" en "De liefde tot de Kerk".

### De boeken van Jef Geeraerts

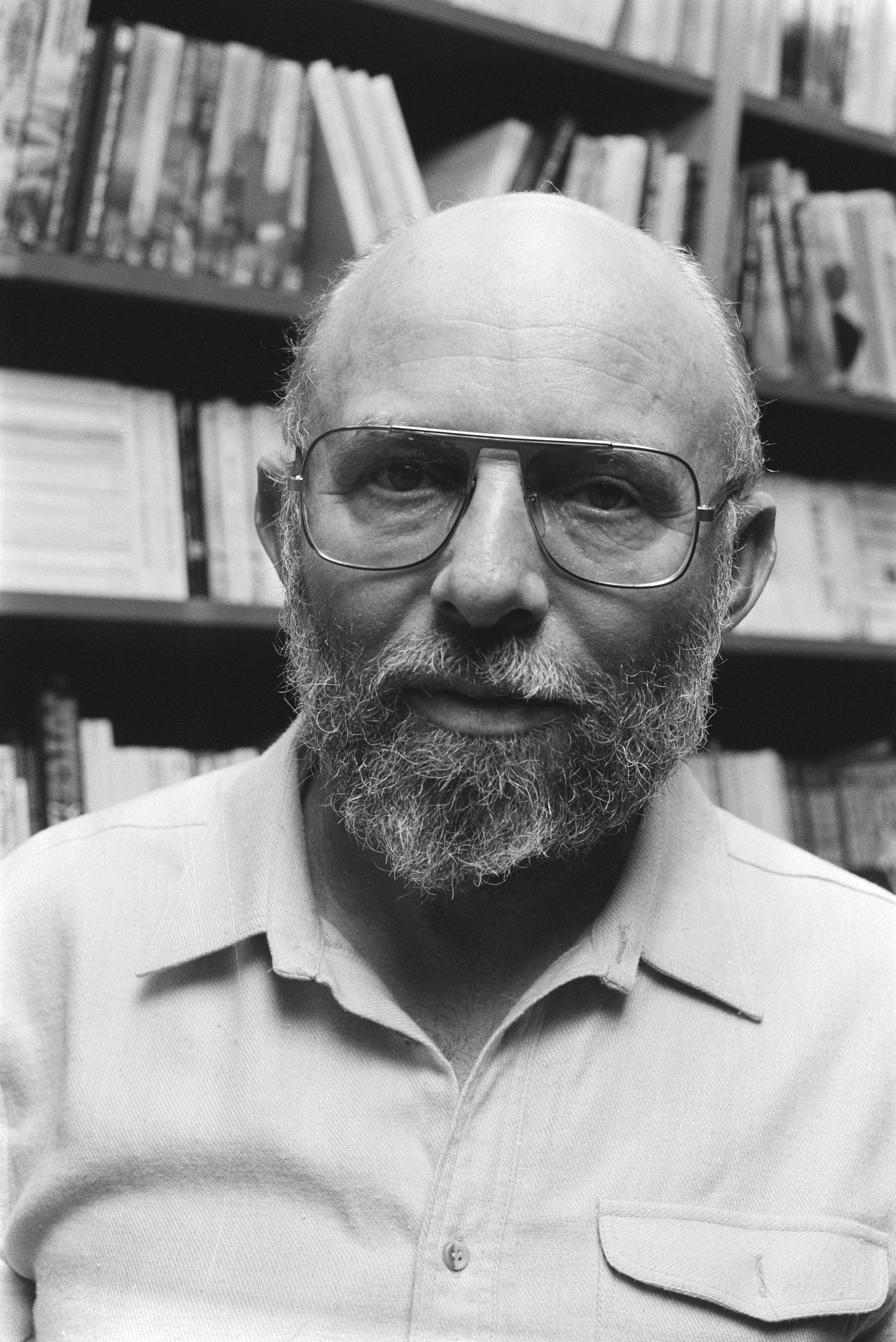
Jef Geeraerts (1982)